# Jaume Suau Puig
Jaume Suau Puig (Felanitx, Illes Balears 1950) és llicenciat en Filosofia i Lletres (secció d'Història Moderna), per la Universitat de Barcelona el 1975 va ser nomenat doctor en Filosofia i Lletres (secció d'història moderna) per la Universitat de Barcelona el 1979 amb la tesi "La pagesia mallorquina als segles xviii i xix". Des de 1975 és professor a la Universitat de Barcelona. Ha estudiat l'aplicació de les noves tecnologies. Ha escrit diversos articles en revistes especialitzades. Va investigar des del pas d'Antic Règim al món contemporani els aspectes agraris, demogràfics i estructures de poder a les comunitats rurals mallorquines i catalanes. També és autor de "Cronologia de les crisis demogràfiques a Mallorca" l'any 1991.

## Publicacions
- Suau, Jaume, El Món rural Mallorquí segles XVIII-XIX, Barcelona, Curial, 1991.
- Suau, Jaume; Borderías, Cristina, CD-ROM La Revolució Francesa, Barcelona, Edicions Universitat de Barcelona/ TEAM, CD-ROM, 1999.
- Suau, Jaume (coordinador), El present en clau històrica, Barcelona, Edicions Universitat de Barcelona, 2000.
- Suau, J.; Tugores, J.; Vilanova, P., ¿Hacia dónde va el mundo? Reflexiones sobre la gobernabilidad mundial, Barcelona, Edicions Universitat de Barcelona/UBVirtual, CD-ROM, 2004.
- Suau, Els crèdits ECTS: reptes i oportunitat per millorar la docència (Una experiència d'innovació docent en l'assignatura Història Contemporània Universal, curs 2006-2007), dins Experiències d'innovació docent en l'ensenyament d'Història, Barcelona, Publicacions i Edicions de la Universitat de Barcelona, 2008, pp.51-66.
- Suau, Jaume, Rwanda, guerra i pau. Les claus per entendre un conflicte, Barcelona, Publicacions i Edicions de la Universitat de Barcelona, 2009.